# The Call of Youth
The Call of Youth è un film muto del 1921 diretto da Hugh Ford.
Il soggetto è tratto da James the Fogey, un testo del commediografo inglese Henry Arthur Jones (1851-1929) i cui lavori vennero spesso adattati per lo schermo.
Nei credits, appare il nome di Alfred Hitchcock che firma come designer i titoli del film.

## Trama
A Londra, Betty Overton incontra Hubert Richmond: lui le restituisce una pantofolina persa in un ruscello e lei cade innamorata di lui. Ma lo zio di Betty, Mark Lawton, subisce un tracollo finanziario: lo potrebbe salvare solo il matrimonio della nipote con il ricco Agar, un pretendente della ragazza. Betty acconsente alle nozze. E Agar, geloso di Hubert, manda il rivale a lavorare in Sud Africa. Quando, però, Betty si rende conto che il matrimonio non le porterà l'amore, Agar rinuncia a lei e la lascia libera di sposare l'uomo che ama.

## Produzione
Il film fu il primo prodotto dalla Famous Players-Lasky British Producers, una sezione anglo-statunitense della Famous Players-Lasky Corporation che, tra il 1921 e il 1922, produsse una dozzina di pellicole.

## Distribuzione
Distribuito dalla Paramount Pictures, uscì nelle sale cinematografiche degli Stati Uniti il 13 marzo 1921.